# عاصم زيك
عاصم زيك هو لاعب كرة قدم بوسني في مركز الوسط، ولد في 23 يناير 1994 في بوغوينو في البوسنة والهرسك. لعب مع فيليز موستار ونادي أولمبيك سراييفو ونادي سيليك زينيكا ونادي هراتس كرالوفه.

## وصلات خارجية
- عاصم زيك على موقع قاعدة بيانات كرة القدم.إي يو (الإنجليزية)
- عاصم زيك على موقع Soccerway.com (الإنجليزية)